# Concordat de 1851
Le concordat de 1851 (en espagnol : concordato de 1851) est un traité signé à Madrid, le 16 mars 1851, entre le Saint-Siège et le royaume d'Espagne, sous le pontificat de Pie IX et le règne d'Isabelle II.
En 1851, le président du Conseil des ministres espagnol Juan Bravo Murillo, en accord avec la reine Isabelle II, tenta d'accomplir le vieil objectif du parti modéré de renouer les relations avec le Saint-Siège à travers la signature d'un concordat le 16 mai.

## Présentation
Tout au long du XIXe siècle, depuis les Cortes de Cadix jusqu'à Mendizábal s'était déroulé un processus accéléré de désamortissement des biens ecclésiastiques. Profitant de l'accalmie de la décennie modérée, qui déjà en 1845 avait vu l'approbation de la Loi de donation du culte et du clergé (Ley de Donación de Culto y Clero) qui restituait à l'Église catholique les biens désamortis non vendus, approuva et signa avec le pape Pie IX un concordat par lequel l'État reconnaissait l'Église catholique comme la seule de la nation espagnole ainsi que son droit à posséder des biens :
« La religion catholique, apostolique, romaine, qui à l'exclusion de tout autre culte continue d'être la seule de la nation espagnole, sera toujours conservée dans les domaines de S. M. Catholique avec tous les droits et prérogatives dont elle doit jouir selon la loi de Dieu et conformément aux canons sacrés (...) »
Le concordat établissait également sa participation dans la détermination de l'enseignement :
« Par conséquent l'instruction dans les universités, collèges, séminaires et écoles publiques ou privées de tout type, sera en tout point conforme à la doctrine de cette même religion catholique ; et à cette fin il ne pourra être empêché aux évêques et autres prélats diocésains mandatés par leur ministère de veiller sur la pureté de la doctrine de la foi et des coutumes, et sur l'éducation religieuse de la jeunesse dans l'exercice de ce mandat, y compris dans les écoles publiques (...) »
Il rétablissait ses juridictions ainsi que le droit de censure :
« S. M. et son gouvernement royal dispenseront eux-mêmes leur puissant appui aux évêques dans les cas où ils le demanderont, principalement lorsqu'ils devront s'opposer à la malignité des hommes qui tentent de pervertir les âmes des fidèles et corrompre les coutumes, ou lorsqu'il sera nécessaire d'interdire la publication, l'introduction ou la circulation de livres mauvais et nuisibles (...) »
L'Église acceptait pour sa part le désamortissement effectué jusqu'alors et levait les condamnations ecclésiastiques décidées au moment de sa lutte contre l'État et ses institutions à cause de ce dernier.

## Réorganisation territoriale

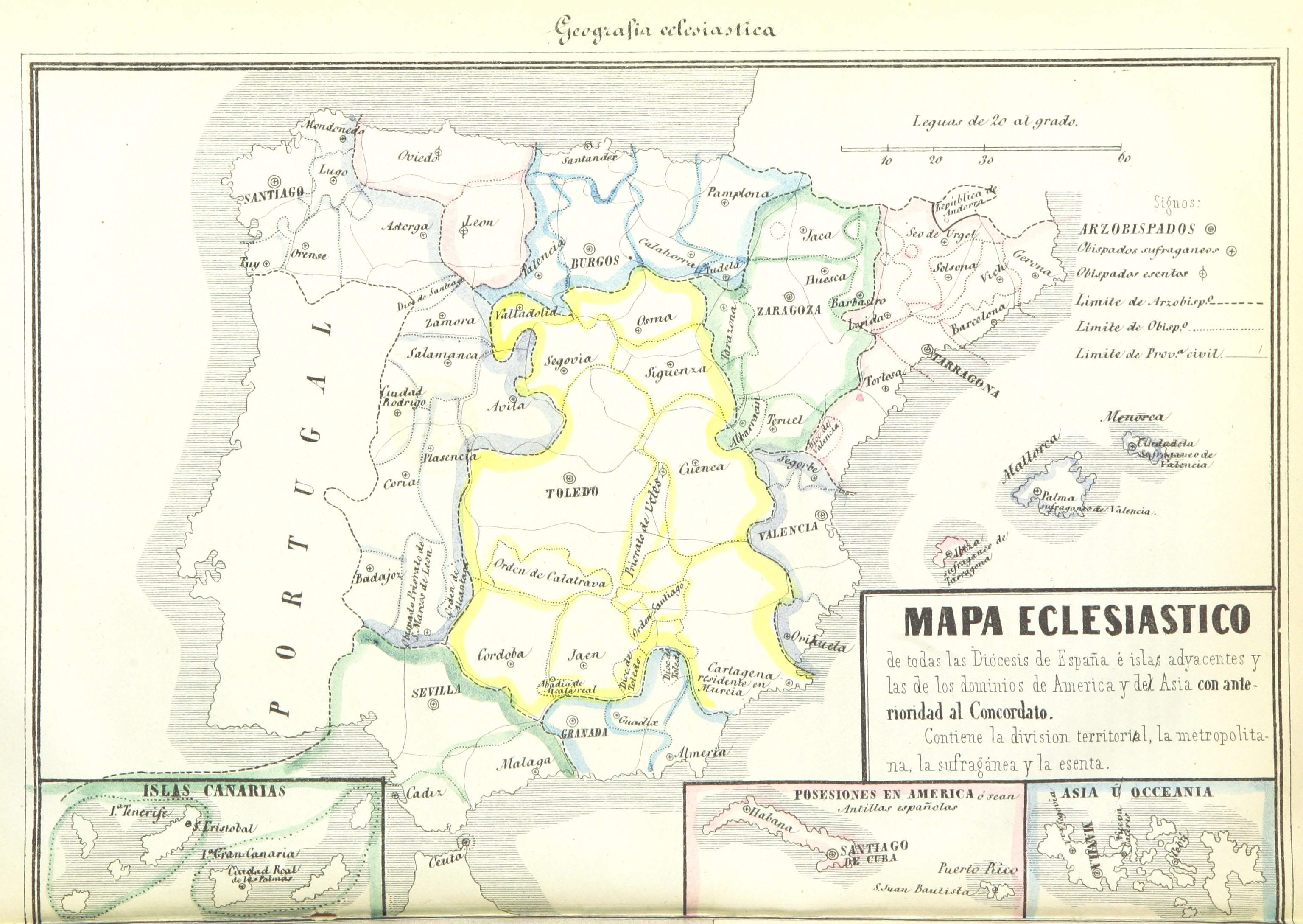
Diocèses espagnols jusqu'à l'application du Concordat.

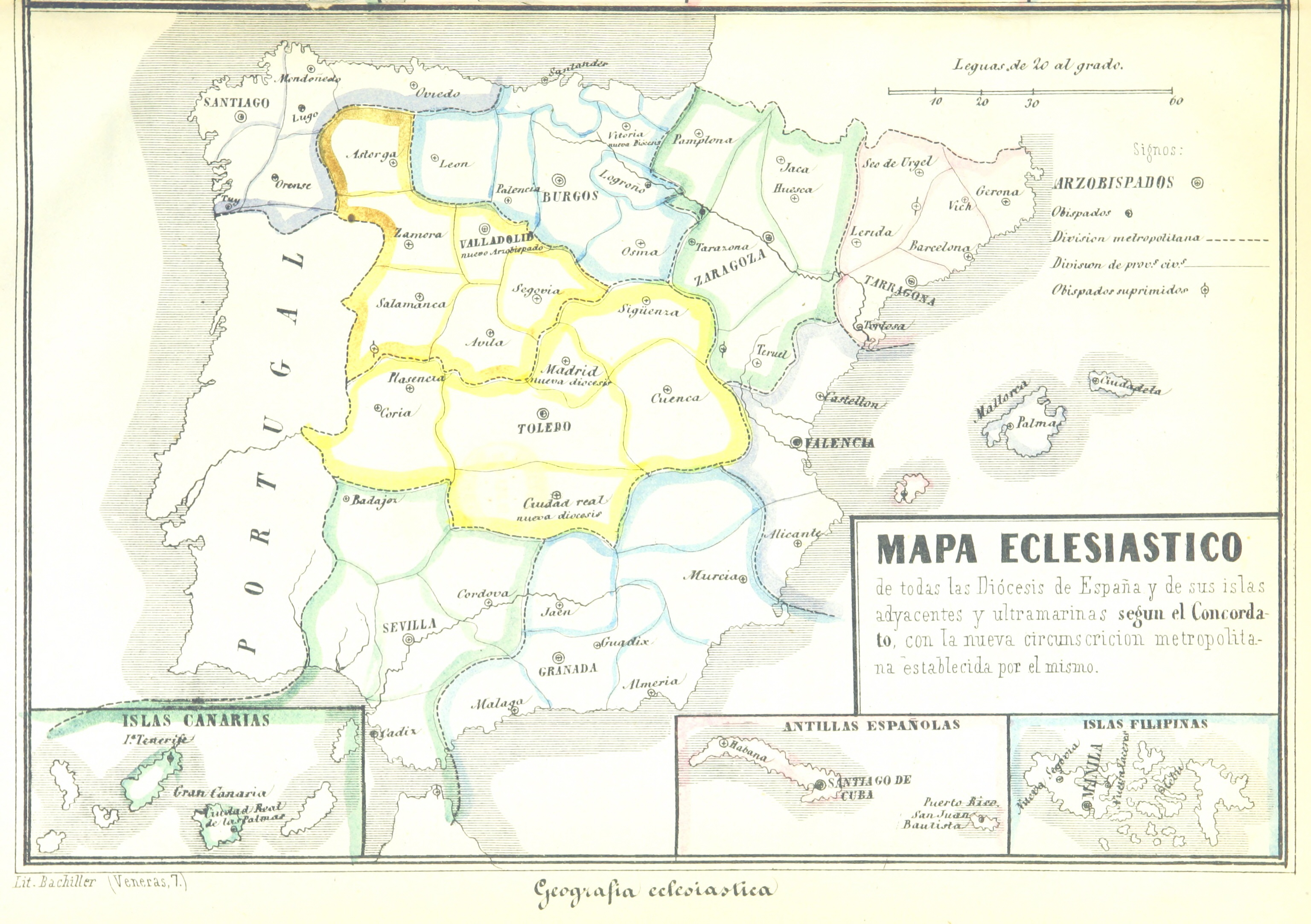
Modifications effectuées à la suite du Concordat.

Le concordat converse les huit archidiocèses métropolitains existants : 
Tolède, Burgos, Grenade, Saint-Jacques-de-Compostelle, Séville, Tarragone, Valence et Saragosse. Il élève le diocèse existant de Valladolid au rang d'archidiocèse métropolitain.
Le concordat conserve quarante-trois autres diocèses existants : 
Almeria, Astorga, Avila, Badajoz, Barcelone, Cadix, Calahorra, Canaries, Cartagène, Cordoue, Coria, Cuenca, Gérone, Guadix, Huesca, Jean, Jaca, Léon, Lérida, Lugo, Malaga, Mallorque, Minorque, Mondonedo, Orense, Orihuela, Osma, Oviedo, Palencia, Pamplone, Plasencia, Salamanque, Santender, Segorbe, Segovie, Siguenza, Tarazona, Teruel, Tortosa, Tuy, Urgel, Vich et Zamora. 
Huit autres diocèses existants sont unis à des diocèses conservés : 
 le diocèse d'Albarracin est uni à celui de Teruel ; celui de Barbastro, à celui de Huesca ; celui de Ceuta, à celui de Cadix ; celui de Ciudad Rodrigo, à celui de Salamanque ; celui d'Ibiza, à celui de Mallorque ; celui de Solsona, à celui de Vich ; celui de ténérife, à celui des Canaries ; et celui de Tudela, à celui de Pampelune. 
Le concordat érige trois nouveaux diocèses : 
 Ciudad Real, Madrid et Vitoria. 
Il transfère trois sièges épiscopaux : 
 celui de Cahahorra est transféré à Logrono ; celui d'Orihuela, à Alicante ; et celui de Segorbe, à Castellón de la Plana.